# Apache OpenEJB
OpenEJBはオープンソースの軽量EJBコンテナ・EJBサーバである。
Apache License2.0下でリリースされている。
OpenEJBは、Apache GeronimoやWebObjects等のJakarta EEサーバと統合されている。

## 歴史
OpenEJBは、Richard Monson-HaefelとDavid Blevinsにより1999年12月に構築された。
当時、毎週のようにエンタープライズJava方面へ移行する新しいベンダーがあった。
競争者として参画するより、プロジェクトは、新しいプラットフォームを提供することに注力することにした。そのプラットフォームとは、OpenEJBをアプリケーションサーバに差し込んで、すばやくEJBを受け入れるものであった。
初めてのOpenEJBとの統合は、2000年末のAppleのWebObjectsであり、2001年にリリースされた。
2002年にSource Forgeにプロジェクトが移行したとき、Apache Tomcatと統合できるようになった。再び、プロジェクトは、TomcatをOpenEJBに適合させるよりも、Tomcatユーザに対して、EJBサポートを得られるように、OpenEJBを差し込めるよるような統合機能を提供することを決意した。
OpenEJBは、WebObjectsとの統合準備の中で、とても大きな統合テストを行った。
そのテストスウィートは、一般的なアプリケーションとして開発された。それは、WebObjectsやOpenEJBと統合されたその他のプラットフォームで動作する必要があったからである。
JUnitのテストスウィートのビルドを単純化するために、別プロセスではなく、OpenEJBの中で動作するようにした。それはコンテナが、そのほかのプラットフォームへ差し込めるように設計されることと、できるだけ環境についての前提を無くすということを容易にした。
それは、通常のユニットテストを伴ったEJBアプリケーションと組込み可能なEJBコンテナの結合という概念に基づく。
初めは、「ローカル」EJBコンテナや、ローカルとリモートの二つのモードで動作可能なものとして言われていた。
2003年8月、プロジェクトは、Apache Geronimoの立ち上げを助けた。
初めは、新しいバージョンのOpenEJBは、GeronimoのGBeanアーキテクチャに基づいて根底から開発され、OpenEJB2.0としてリリースされた。それは、Geronimoのバージョン1.X系を通して利用されている。
2006年、EJB3.0がリリースされた。これは、単純化に注力したものである。